# Knersvlakte

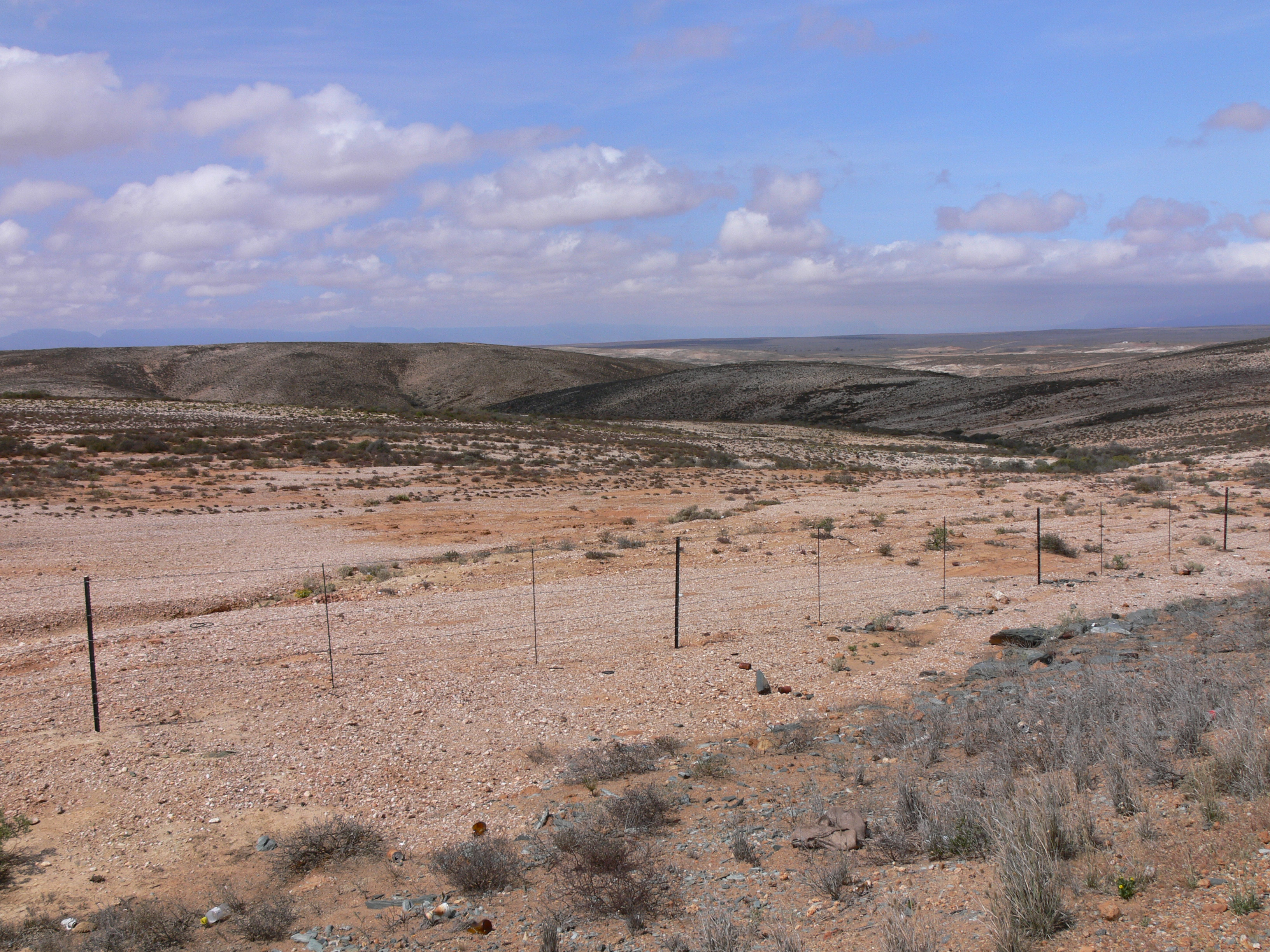
Knersvlakte, Südafrika

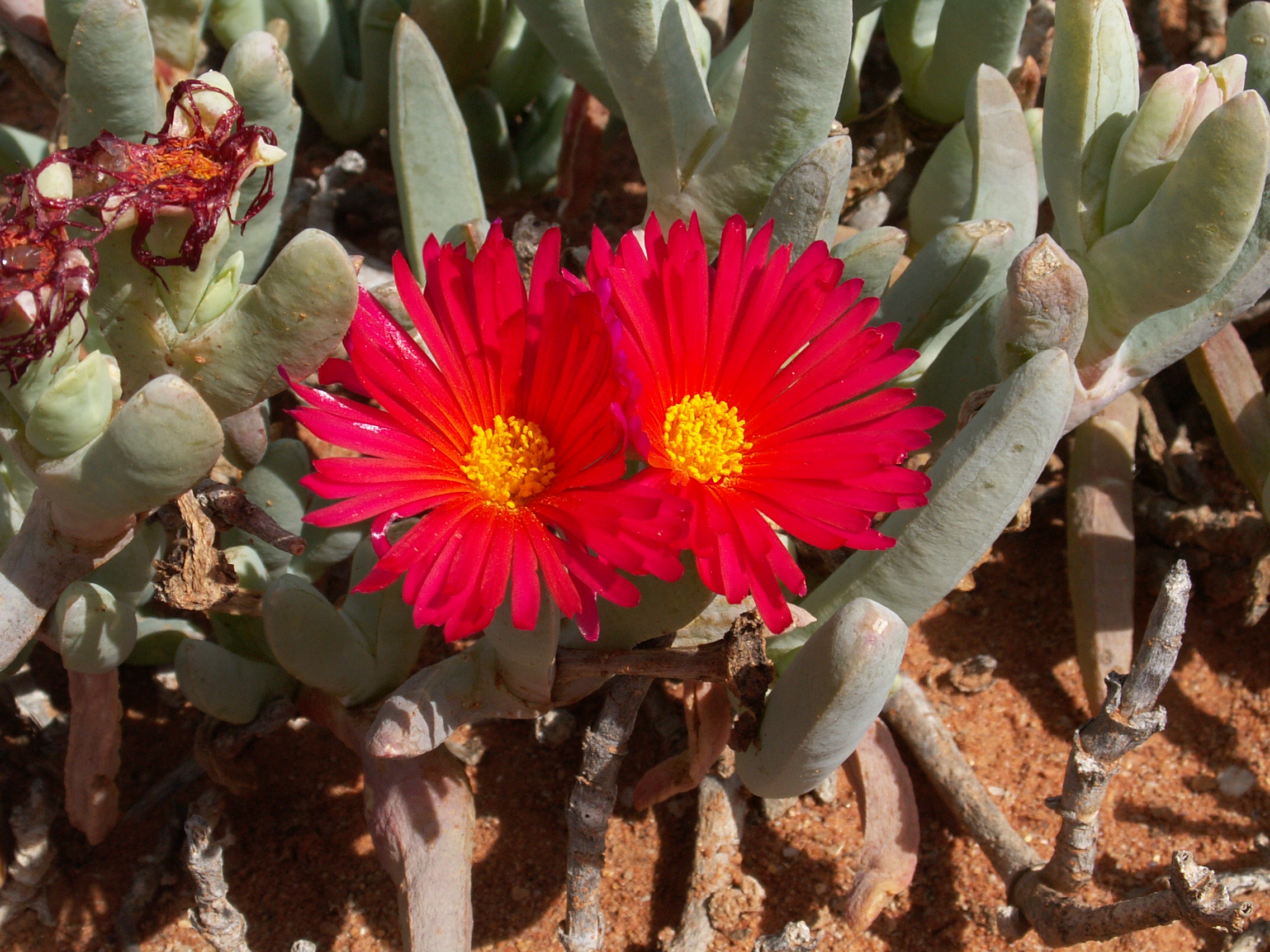
Sukkulente in der Knersvlakte

Die Knersvlakte ist eine Halbwüste in Südafrika, in weiten Teilen bedeckt mit kleinen weißen Quarzsteinchen und ein Teil der Sukkulentenkaroo. Sie erhielt ihren Namen (deutsch etwa „Knirschebene“) von den Buren, unter deren eisernen Wagenrädern die Steinchen knirschten.
Entstanden ist die Ebene als Schüttungsfläche und Schwemmkegel vom ehemaligen Delta des Olifants-Flusses und des Sout-Flusses. Es weist eine wellige Landschaft mit einzelnen kuppenartigen Erhebungen auf. Im Westen liegt das Sandveld. Ihre Ostseite wird von den Bokkeveldbergen begrenzt.
Geographisch liegt die Knersvlakte im Dreieck der Orte Vanrhynsdorp, Nuwerus und Lutzville in der Provinz Westkap.
Eine Vielfalt von Pflanzen (ca. 1300 Arten) haben sich dem rauen Klima angepasst, darunter auch 250 endemische Arten und drei endemische Gattungen. Die meisten sind Sukkulenten und Geophyten. 128 Arten stehen auf der Roten Liste gefährdeter Arten.
Besonders zahlreich vertreten sind Mittagsblumengewächse und Dickblattgewächse der Gattungen:
- Argyroderma – endemische Gattung
- Oophytum – endemische Gattung
- Conophytum
- Tylecodon
- Crassula

2014 wurde das Naturschutzgebiet Knersvlakte Nature Reserve auf Anregung von WWF South Africa und Leslie Hill Succulent Karoo Trust (LHSKT) sowie der Provinz-Naturschutzbehörde eingerichtet. Es hat eine Fläche von 855 Quadratkilometern und unterliegt der Betreuung durch CapeNature. Eine Einordnung als Biosphärenreservat wird angestrebt.